# Henry Miller (médecin)
Pour les articles homonymes, voir Henry Miller et Miller.
Henry G. Miller, né en 1913 et mort en 1976 est un médecin et  neurologue universitaire britannique, ayant été Vice-Chancelier  de l'université de Newcastle.
Après des études à l'université de Newcastle, Miller intègre la Royal Air Force. à son retour de l'armée, il est nommé chargé de cours en neurologie à Newcastle en 1961. Il poursuit sa carrière académique en devenant professeur de neurologie en 1964, doyen de la faculté de médecine en 1966 et vice-chancelier en 1968.
Concernant la pratique de la psychiatrie, il avait exprimé publiquement l'opinion suivante :
« the psychiatrist must be first and foremost and all the time a physician... In fact, psychiatry is neurology without physical signs, and calls for diagnostic virtuosity of the highest order... The simple fact (is) that a psychiatrist is a physician who takes a proper history at the first consultation » (« Le psychiatre doit être d'abord et avant tout, et tout le temps un médecin… En fait la psychiatrie c'est de la neurologie sans signes physiques et cela réclame pour le diagnostic une virtuosité de premier ordre… Le fait est tout simplement qu'un psychiatre est un médecin qui recueille correctement l'anamnèse dès la première consultation »).
Il meurt en pleine activité, en 1976.